# Masia Torreblanca (Vacarisses)
La Masia Torreblanca és un edifici del municipi de Vacarisses (Vallès Occidental) inclosa en l'Inventari del Patrimoni Arquitectònic de Catalunya.

## Descripció
Es tracta d'una masia pairal localitzada fora del nucli de la població, posteriorment envoltada per una urbanització del mateix nom. Gran casal que consta de planta baixa, pis i golfes. Coberta amb teulada a dues vessants de teules àrabs, poc inclinada i ràfec inexistent. Al tram posterior de la teulada, que presenta carener perpendicular a la façana, s'aixeca una torratxa amb teulada a quatre vessants i bola decorativa al bell mig on s'uneixen els tremujals (solució decorativa). La façana està repartida simètricament quant als seus elements, malgrat el cos adossat en la part dreta com a galeria d'arcades rodones, i amb coberta d'una sola vessant que trenca la visió simètrica. Al pis hi ha una balconada correguda amb dues sortides, una d'elles amb pedres d'emmarcament i que comunica amb la galeria. El balcó està sostingut per una llosana. A la planta baixa hi ha una porta d'entrada d'arc de mig punt adovellat. Al davant s'obre un pati, que envolta la casa per la mateixa configuració del terreny, reforçat per un mur, igual que l'existència de contraforts en el mur de la casa. Queden restes d'un rellotge de sol, de tipologia circular, al costat esquerre sobre les obertures del pis.
La portalada d'entrada al pati interior, s'obre davant la façana principal de la masia. La seva tipologia és d'arc rodó de mig punt i adovellat. Les dovelles són mitjanes i tallades amb regràs poc pronunciat. Per la part interior que dona al pati, la portalada té una teuladet d'una sola vessant de teules àrabs.
El cos annex a la masia, té una tipologia rectangular amb teulada a dues vessants de teules àrabs i carener perpendicular a la façana, la qual presenta dues obertures de portes d'arc rodó a la planta baixa i dues finestres rectangulars al pis. Aquest cos es troba comunicat amb la masia mitjançant un tanca de maó que envolta un pati interior al que des de l'exterior s'hi té accés a través d'una portalada, també de fàbrica de maó i conformada per dos pilars de planta quadrada, on a la seva part superior s'hi dibuixa una sanefa decorativa i un coronament de motllura semicircular a cada una de les cares. La porta d'entrada de dues portes, està tancada per un reixa de ferro i protegida per un teuladet de pronunciat voladís a dues vessants i de teules de tipologia flamenca, de forma rectangular i secció ondulada.